# Linie 10 (Metro Madrid)

Die Linie 10 (span. Línea 10, kurz L-10) ist eine U-Bahn-Linie der Metro Madrid. Sie führt von Hospital Infanta Sofía (bis August 2008: Hospital del Norte) über Fuencarral nach Puerta del Sur, ist 36,5 Kilometer lang und besitzt 31 Stationen. Der durchschnittliche Stationsabstand beträgt 1,217 Kilometer. Die Strecke verläuft zwischen Lago und Casa de Campo an der Oberfläche, ansonsten ist sie vollständig unterirdisch. Die L-10 gehört zum Großprofilnetz der Metro und die Länge der Stationen beträgt 115 Meter. An zehn Stationen kann zu anderen Metrolinien umgestiegen werden, an vier Stationen zur Vorortbahn Cercanías.

## Geschichte
Im Dezember 1951 veröffentlichte das Ministerium für öffentliche Arbeiten einen Gesamtverkehrsplan für Madrid. Erstmals überhaupt war der Bau von oberirdischen Strecken vorgehen. Diese neuen „Suburbanos“ (dt. „Vorortlinien“) sollten einen erheblich höheren Stationsabstand aufweisen und weitgehend an der Oberfläche verkehren. Doch erst mehr als neun Jahre später, 6. Februar 1961 wurde der Abschnitt zwischen der Plaza de España und Carabanchel eröffnet. Die Strecke gehörte bis 1979 der staatlichen Gesellschaft Ferrocarril Suburbano de Carabanchel („Carabanchel-Vorortbahn“), die Betriebsführung lag hingegen von Anfang an bei der Metro.
1970 wurde die Schmalspurbahn nach Móstoles geschlossen und bis 1976 durch eine Bahnlinie in spanischer Breitspur ersetzt. Die Eisenbahn bedient seither unter anderem auch Aluche. Um die Umsteigebeziehungen zu verbessern, übernahm die L-5 am 29. Oktober 1976 den Abschnitt Carabanchel – Aluche von der Linie S. Mit dem am 18. Dezember 1981 eröffneten Teilstück zwischen der Plaza de España und Alonso Martínez stieß die Linie S weiter ins Stadtzentrum vor.
Der Nordteil der heutigen L-10 entstand zunächst völlig unabhängig von der Linie S. Am 10. Juni 1982 erfolgte drei Tage vor Beginn der Fußball-Weltmeisterschaft 1982 die Eröffnung der Strecke Fuencarral – Nuevos Ministerios, welche die Bezeichnung L-8 erhielt. An dieser Strecke liegen das Santiago-Bernabéu-Stadion und auch der Hauptbahnhof Chamartín, der erstmals einen Anschluss ans Metronetz erhielt.
Obwohl die L-8 am 23. Dezember 1986 um 1,4 km von Nuevos Ministerios nach Avenida de América verlängert wurde, blieb der Zuspruch der Fahrgäste eher gering. Das letzte Teilstück war lediglich eingleisig ausgeführt worden, weshalb die L-8 betrieblich nicht mit der L-7 verbunden werden konnte. Zudem drang die L-8 nicht ins Stadtzentrum vor. Um die Attraktivität sowohl der L-8 als auch der Linie S zu verbessern, sah der 1994 beschlossene Ausbauplan vor, beide Linien, deren Endpunkte nur gerade 2,1 km voneinander entfernt lagen, miteinander zu verknüpfen.
Doch zuerst musste noch der Tunnelabschnitt zwischen Lago und Plaza de España durch einen Neubau ersetzt werden, um die Linie zum Verkehrsknotenpunkt Príncipe Pío zu verschwenken. Diese Arbeiten waren am 26. Dezember 1996 vollendet. Mit der Neubaustrecke Nuevos Ministerios – Alonso Martínez wurden die L-8 und die „Suburbano“ zur neuen Durchmesserlinie L-10 verbunden. Der eingleisige Tunnel in Richtung Avenida de América wird seither von der L-7 genutzt.
Auf der neuen durchgehenden Linie kamen zunächst Kleinprofilzüge zum Einsatz, denn in den Jahren 2000 und 2001 musste zuerst der Tunnel zwischen Plaza de España und Alonso Martínez angepasst werden, um die breiteren Großprofilzüge aufnehmen zu können. Am 22. Oktober 2002 wurde die L-10 in Richtung Colonia Jardín verlängert, gleichzeitig ging der Abschnitt zwischen der neu eröffneten Umsteigestation Casa de Campo und Aluche an die L-5 über. Seit dem 11. April 2003 überschreitet die L-10 die Stadtgrenze und fährt bis zur Station Puerta del Sur in Alcorcón.
Seit dem 22. Dezember 2006 halten die Züge auch in der neuen Station Aviación Española, die zwischen Colonia Jardín und Cuatro Vientos an der bereits bestehenden Strecke errichtet wurde.
Vom bisherigen nördlichen Endpunkt Fuencarral aus wurde bis 2007 die L-10 um 15,7 Kilometer in den nördlichen Vorort San Sebastián de los Reyes verlängert. Dieser Streckenabschnitt ist seit 26. April 2007 in Betrieb. Tres Olivos an der Stadtgrenze wird in den ersten Jahren als temporäre Umsteigestation zur Linie 10B dienen. Auf dieser Linie verkehren kürzere Züge mit einem größeren Intervall, bis die gestiegene Nachfrage einen durchgehenden Betrieb rechtfertigt.
Bis 2007 wurde die Station Colonia Jardín erweitert. Mit der Eröffnung am 27. Juli 2007 ist sie Endstation der Linien ML-2 und ML-3 der Stadtbahn Metro Ligero Madrid. Diese teilweise unterirdischen Strecken führen nach Aravaca bzw. Boadilla del Monte. Las Tablas an der nördlichen Verlängerung ist Endstation der Linie ML-1 sein.